# RMON
RMON (Remote Monitoring) ist ein Standard, um in netzwerkfähigen Geräten statistische Daten zu erheben, sie in Datenbanken zu speichern, sowie über Zugriffe Daten abzufragen (Netzwerkmanagement).
- Standard-RMON: Basisdaten (Monitoring Schichten 1 und 2 im OSI-Modell)
- RMON2: Netzwerk-Performance-Daten (Monitoring aller 7 Schichten im OSI-Modell)

RMON ist eine Erweiterung der Simple Network Management Protocol MIB (Management Information Base). Details wurden von der IETF in RFC 2819 und RFC 2021 festgelegt.
RMON definiert eine RMON-MIB, welche die MIB II ergänzt und dem Netzmanager wesentliche Informationen zum Netzwerk liefert. Das Bemerkenswerteste an RMON ist die Tatsache, dass es, obwohl es einfach nur die Spezifikation einer MIB ist, keine Änderungen am zugrunde liegenden Protokoll vornimmt, die SNMP-Funktionalität aber erheblich erweitert.
Der RMON-Standard war ursprünglich in RFC 1271 definiert und wurde in RFC 1757 und RFC 2819 erweitert. Sein Zweck besteht darin, proaktive Überwachungs- und Diagnosefunktionen für verteilte LANs bereitzustellen.